# Giardino botanico Rea
Il giardino botanico Rea è un orto botanico di circa 10000 m². È situato in bassa val Sangone, presso la frazione San Bernardino di Trana, in Piemonte.

## Storia

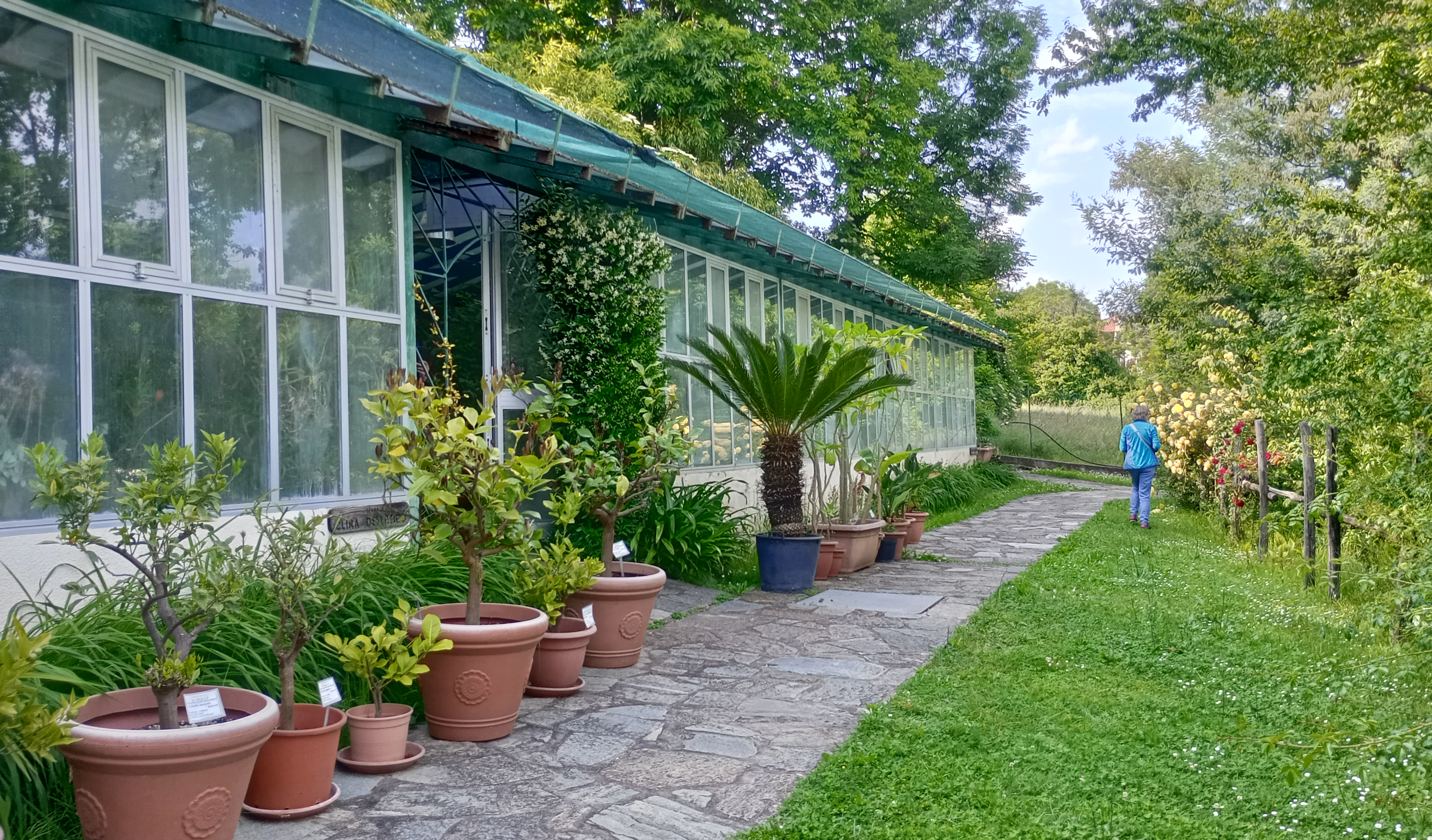
L'esterno delle serre

Nel 1961 un collezionista di piante rare, Giuseppe Giovanni Bellia, creò in comune di Trana, a 450 metri di quota, i Vivai di San Bernardino, nei pressi dell'omonima frazione. Nel 1967 Bellia trasformò il vivaio nel Giardino botanico sperimentale per l’acclimatazione di piante alpine ed erbacee perenni, che venne poi rinominato Giardino Botanico Rea in memoria del naturalista piemontese Giovanni Francesco Re. Il giardino botanico, oltre alla cura delle specie vegetali, pubblicava in quegli anni un bollettino d'informazione dal titolo Rea e raccoglieva e classificava esemplari vegetali, arrivando a mettere insieme una ragguardevole quantità di fogli d'erbario che sono oggi conservati presso il Museo regionale di scienze naturali di Torino. Nel 1970 presso il giardino botanico si riunirono responsabili dei  più importanti giardini botanici delle Alpi occidentali e venne costituita la Confederazione Internazionale Giardini Alpini delle Alpi Occidentali (C.I.G.A.A.O.), prese poi il suo attuale nome di Associazione internazionale giardini botanici alpini (A.I.G.B.A.).
Nel 1989 il giardino venne acquistato dalla Regione Piemonte, che ne curò l'allestimento per la fruizione pubblica. La sua gestione passò alla Comunità Montana Val Sangone (poi sostituita dalla Unione dei Comuni Montani della Val Sangone), mentre la supervisione e l'indirizzo scientifico vennero affidati al Museo Regionale di Scienze Naturali. Oltre all'attività scientifica di ricerca sperimentazione in campo botanico    e all'apertura al pubblico, presso il giardino nel corso dell'anno si svolgono numerose attività didattiche e divulgative rivolte a vari tipi di destinatari. Nel maggio 2025 la Regione Piemonte e il comune di Trana hanno presentato un piano di valorizzazione del giardino dell'importo di 3.6 milioni di euro, in parte a valere sulle risorse statali del Fondo per lo sviluppo e la coesione.

## Le collezioni

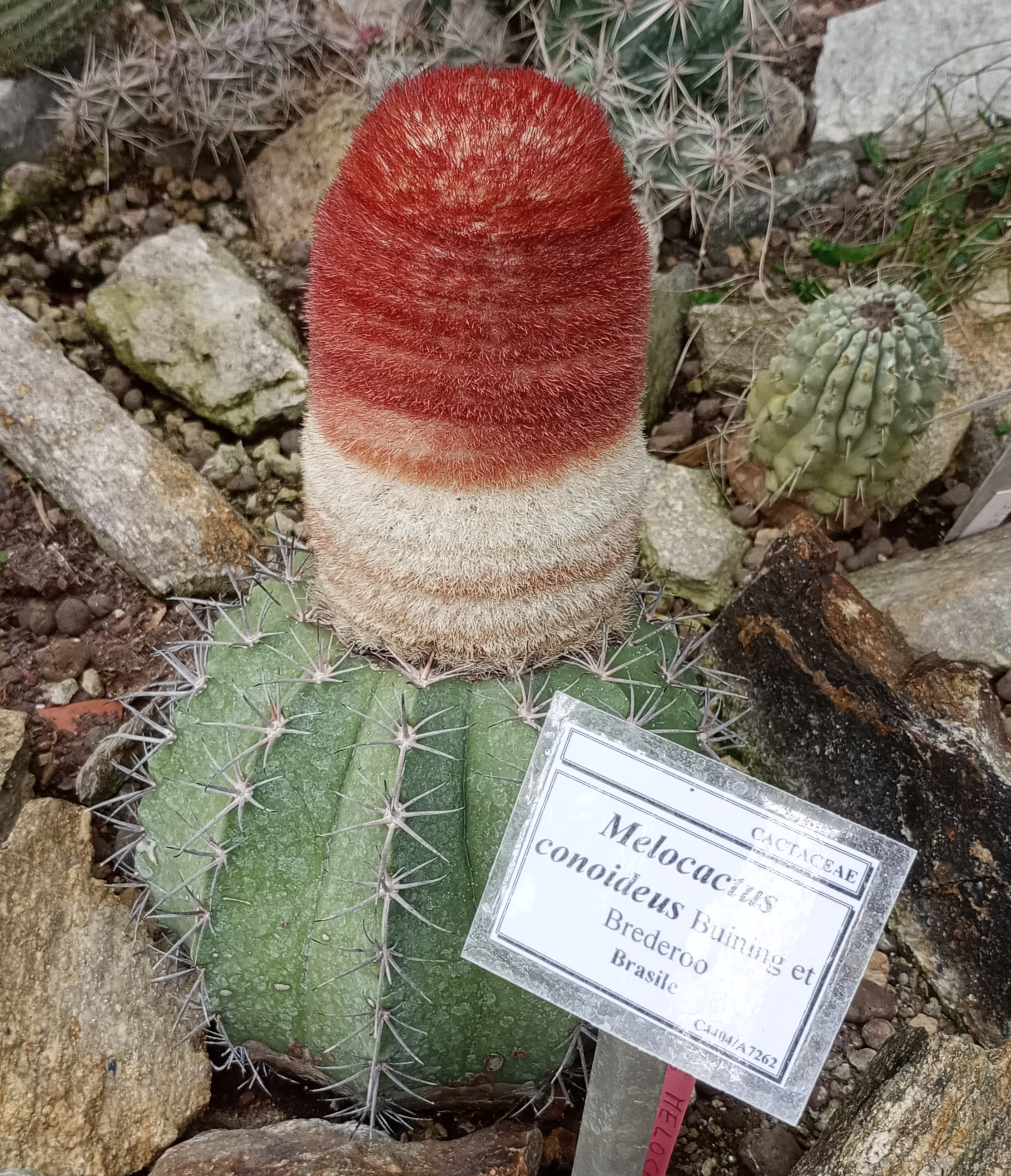
Esemplare in vaso di Melocactus conoideus

Sulla sua superficie sono presenti circa 2500 diverse specie2500 specie   di piante arboree ed erbacee provenienti, oltre che dai vari ambienti del Piemonte, anche dal resto del mondo. In alcune porzioni del giardino sono stati ricostruiti alcuni biotopi, come ad esempio le rupi calcaree o il bosco misto di latifoglie. Sono presenti alcune serre due delle quali dedicate a piante esotiche legate al clima desertico e a quello tropicale. Importanti sono anche varie collezioni di piante ripartite per tipologia come le officinali, le aromatiche e le alimentari, oppure per genere, come quelle di Iris o di Fuchsia.

## Galleria d'immagini

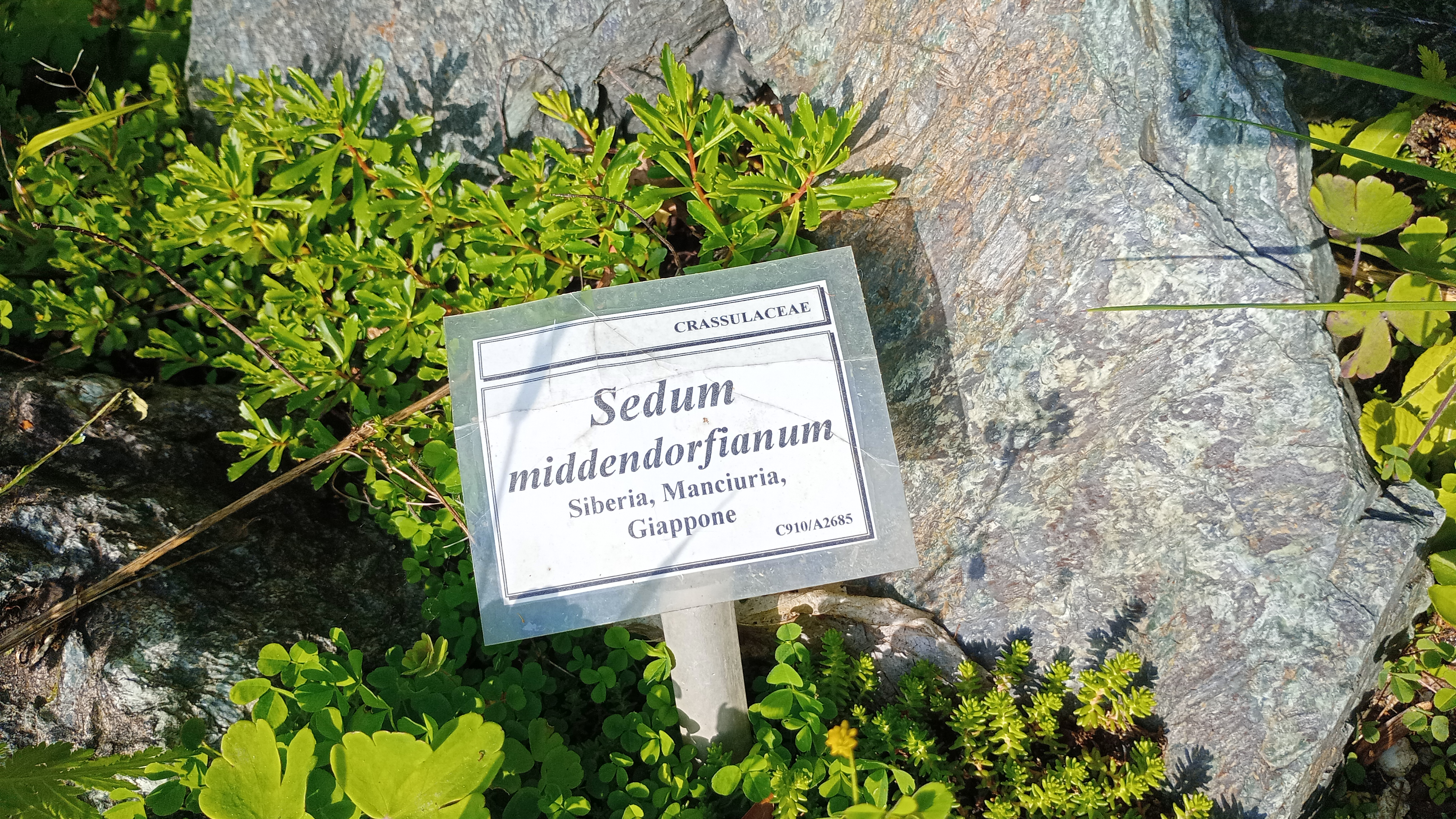
Sedum middendorffianum in piena terra
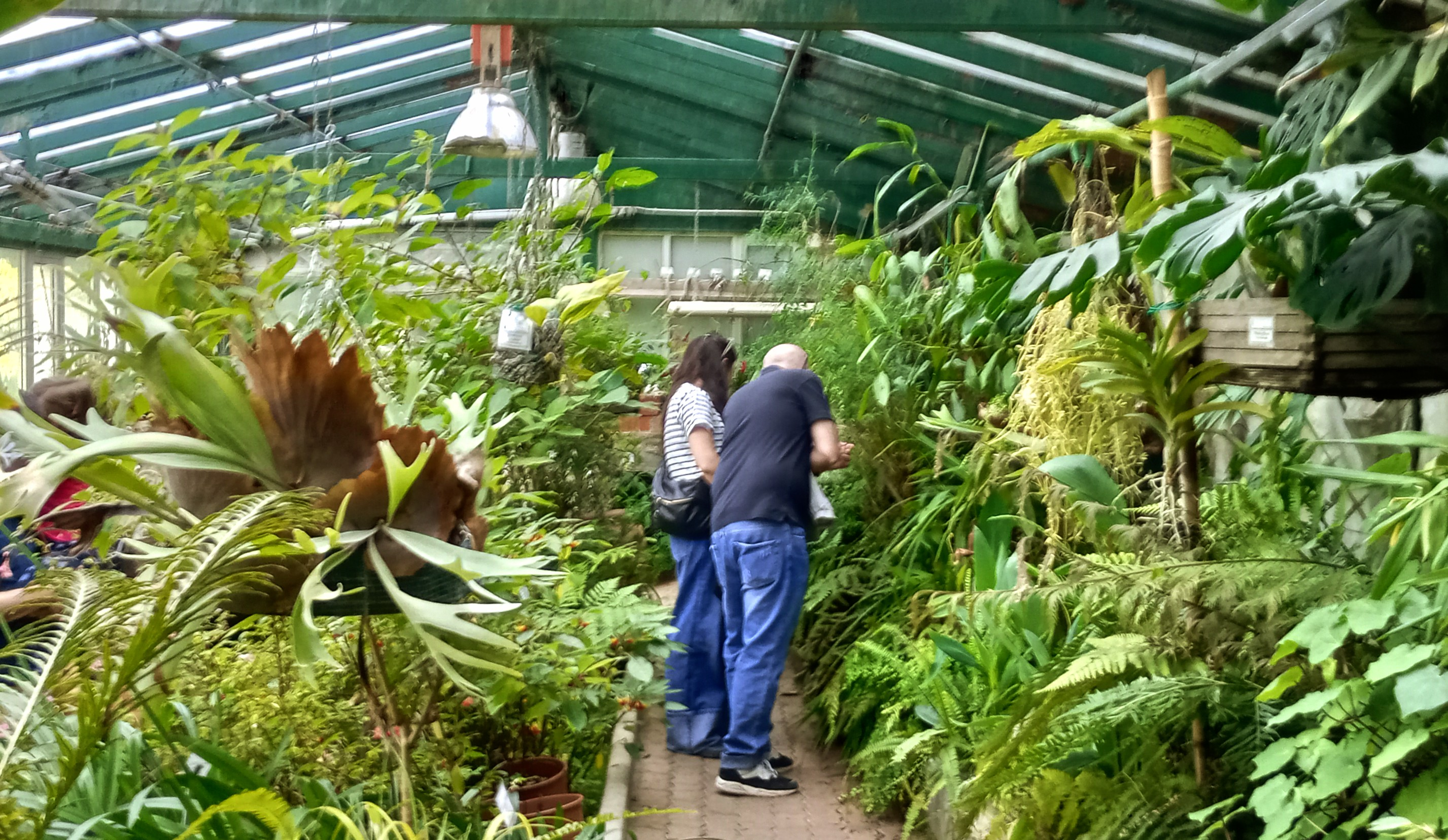
Interno della serra tropicale
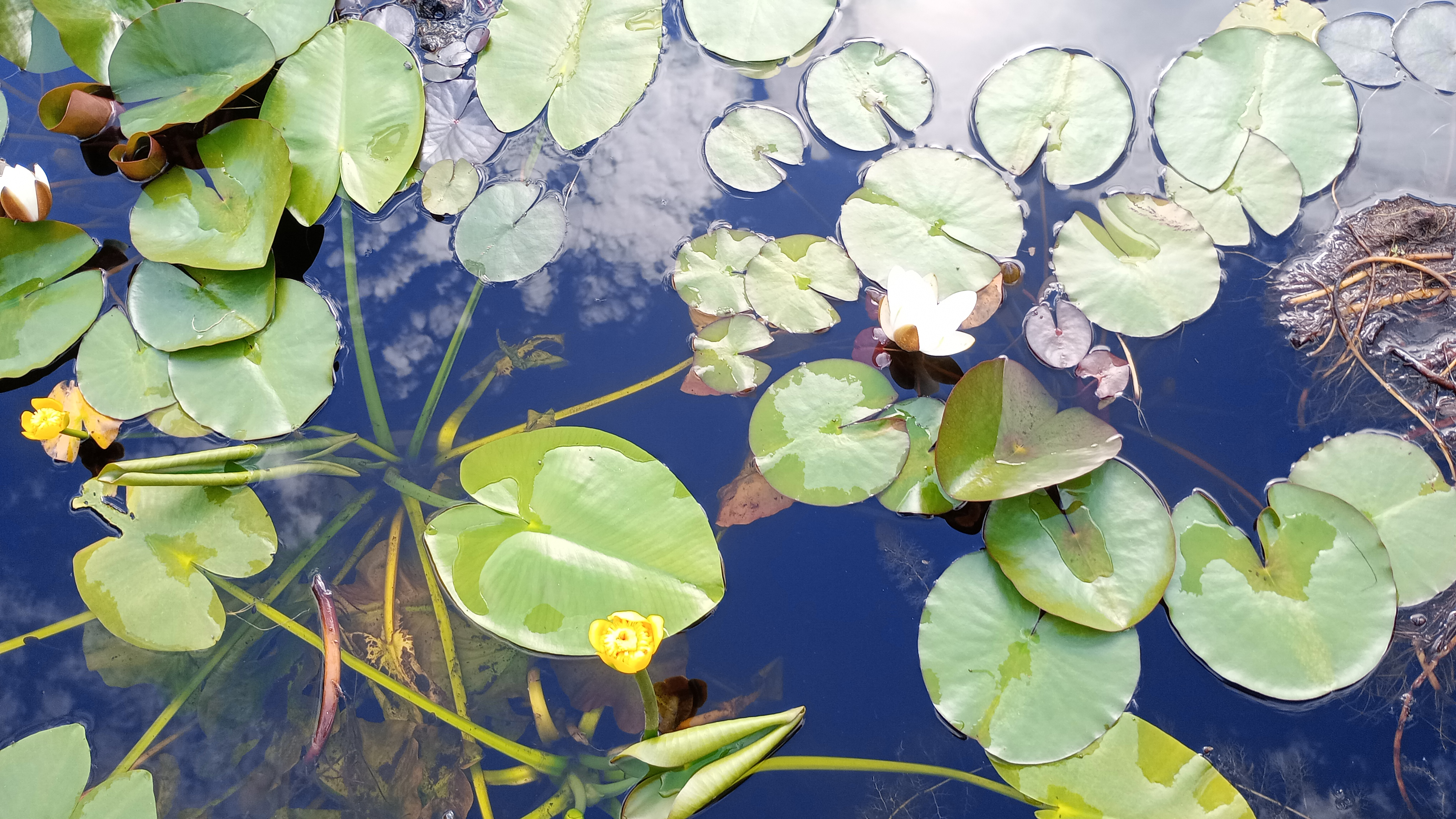
Lo specchio d'acqua con le piante acquatiche
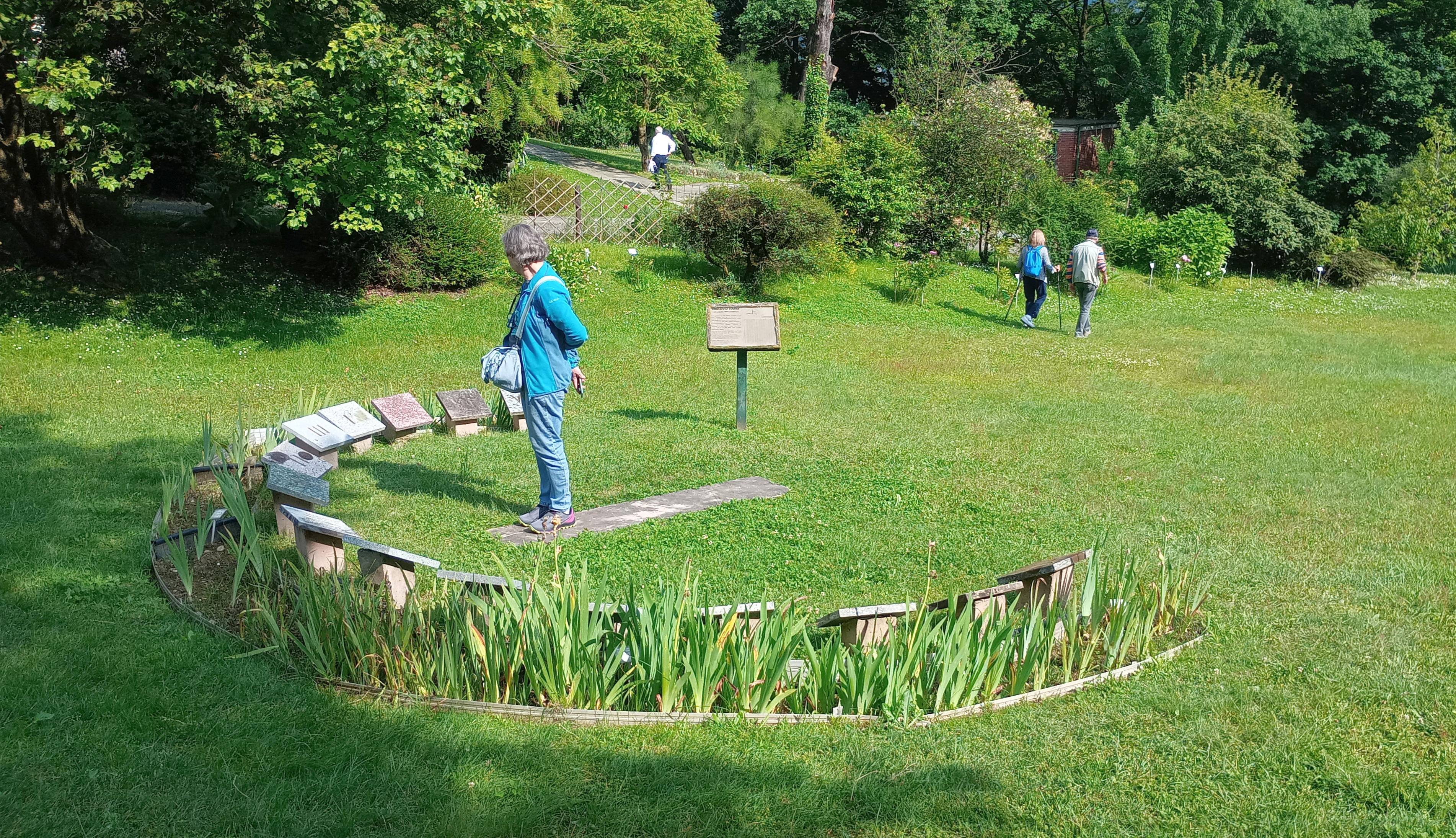
Orologio solare